# Joseph Dixon (Politiker, 1828)
Joseph Dixon (* 9. April 1828 bei Farmville, Pitt County, North Carolina; † 3. März 1883 bei Fountain Hill, North Carolina) war ein US-amerikanischer Politiker. Zwischen 1870 und 1871 vertrat er den Bundesstaat North Carolina im US-Repräsentantenhaus.

## Werdegang
Joseph Dixon besuchte die öffentlichen Schulen seiner Heimat. Zeitweise wurde er auch privat unterrichtet. Nach seiner Schulzeit arbeitete er in der Landwirtschaft und im Handel. Nach dem Bürgerkrieg wurde er Oberst in der Miliz von North Carolina. In den Jahren 1864 und 1865 war er Bezirksrichter.
Dixon schloss sich der Republikanischen Partei an. Zwischen 1865 und 1867 gehörte er dem Repräsentantenhaus von North Carolina an. Nach dem Tod des Abgeordneten David Heaton wurde er bei der fälligen Nachwahl für den zweiten Sitz von North Carolina als dessen Nachfolger in das US-Repräsentantenhaus in Washington, D.C. gewählt, wo er am 5. Dezember 1870 sein neues Mandat antrat. Da er bei den regulären Kongresswahlen des Jahres 1870 nicht mehr kandidierte, konnte er bis zum 3. März 1871 nur die laufende Legislaturperiode im Kongress beenden.
In den Jahren 1871 und 1872 arbeitete Joseph Dixon für die Bundesregierung als Commissioner of Claims. Danach setzte er seine Tätigkeit in der Landwirtschaft fort. Im Jahr 1875 war er Delegierter auf einer Versammlung zur Überarbeitung der Verfassung von North Carolina. Er starb am 3. März 1883 nahe Fountain Hill.